# Boxa als Jocs Olímpics d'Estiu de 1932 - pes pesant
El pes pesant va ser una de les vuit proves de boxa que es disputaren als Jocs Olímpics d'Estiu de Los Angeles de 1932. Com la resta de proves de boxa estava reservada sols als homes. La competició es va disputar entre el 10 i el 13 d'agost de 1932. El pes pesant era la categoria més pesant del programa de boxa i sols hi podien participar boxejadors que pesessin més de 79,4 kg kg. Hi van prendre part 6 atletes de 6 nacions diferents.

## Medallistes
| Or                    | Plata              | Bronze                |
| Santiago Lovell (ARG) | Luigi Rovati (ITA) | Frederick Feary (USA) |

## Quadre
|  | Quarts de final 10 d'agost | Quarts de final 10 d'agost |               |               | Semifinals 11 d'agost | Semifinals 11 d'agost |  |  | Final 13 d'agost | Final 13 d'agost |
|  |                            |                            |               |               |                       |                       |  |  |                  |                  |
|  |                            |                            |               |               |                       |                       |  |  |                  |                  |
|  |                            |                            |               |               |                       |                       |  |  |                  |                  |
|  | Luigi Rovati (ITA)         | —                          |               |               |                       |                       |  |  |                  |                  |
|  | Luigi Rovati (ITA)         | —                          |               |               |                       |                       |  |  |                  |                  |
|  | lliura                     | —                          |               |               |                       |                       |  |  |                  |                  |
|  | lliura                     | —                          | Rovati (ITA)  | PTS           |                       |                       |  |  |                  |                  |
|  |                            |                            | Rovati (ITA)  | PTS           |                       |                       |  |  |                  |                  |
|  |                            | Feary (USA)                | L             |               |                       |                       |  |  |                  |                  |
|  | Frederick Feary (USA)      | Feary (USA)                | L             | —             |                       |                       |  |  |                  |                  |
|  | Frederick Feary (USA)      |                            |               | —             |                       |                       |  |  |                  |                  |
|  | lliura                     | —                          |               |               |                       |                       |  |  |                  |                  |
|  | lliura                     | —                          | Rovati (ITA)  | L             |                       |                       |  |  |                  |                  |
|  |                            |                            | Rovati (ITA)  | L             |                       |                       |  |  |                  |                  |
|  |                            | Lovell (ARG)               | PTS           |               |                       |                       |  |  |                  |                  |
|  | George Maughan (CAN)       | Lovell (ARG)               | PTS           | PTS           |                       |                       |  |  |                  |                  |
|  | George Maughan (CAN)       |                            |               | PTS           |                       |                       |  |  |                  |                  |
|  | Heinz Kohlhaas (GER)       | L                          |               |               |                       |                       |  |  |                  |                  |
|  | Heinz Kohlhaas (GER)       | L                          | Maughan (CAN) | TKO           | Tercer lloc           | Tercer lloc           |  |  |                  |                  |
|  |                            |                            | Maughan (CAN) | TKO           | Tercer lloc           | Tercer lloc           |  |  |                  |                  |
|  |                            | Lovell (ARG)               | W             |               |                       |                       |  |  |                  |                  |
|  | Santiago Lovell (ARG)      | Lovell (ARG)               | W             | PTS           | Feary (USA)           | wo                    |  |  |                  |                  |
|  | Santiago Lovell (ARG)      |                            |               | PTS           | Feary (USA)           | wo                    |  |  |                  |                  |
|  | Gunnar Bärlund (FIN)       | L                          |               | Maughan (CAN) | -                     |                       |  |  |                  |                  |
|  | Gunnar Bärlund (FIN)       | L                          |               |               | -                     |                       |  |  |                  |                  |
|  |                            |                            |               |               |                       |                       |  |  |                  |                  |
|  |                            |                            |               |               |                       |                       |  |  |                  |                  |